# Ermanno Germanò
Ermanno Germanò (Radicena, 4 maggio 1890 – Vibo Valentia, 14 marzo 1960) è stato uno scultore italiano.
Nato da una famiglia originaria di Terranova Sappo Minulio, studiò a Napoli presso il Regio istituto di belle arti. Nel 1906 con la scultura Ottobrina vinse giovanissimo la medaglia d'oro presso la "Mostra donatelliana" di Napoli. 
Trasferitosi a Roma lavorò nello studio di Ettore Ximenes e Mario Rutelli. Partecipò con l'opera Riposo dell'innocenza alla "Prima mostra dei secessionisti". Espose ancora alla "Mostra degli amatori e cultori" con le sculture Età gaia e Pudore di bambino nel 1919 e con Piccola Medusa e Targhetta per ritratto nel 1920. Nel 1919 aveva anche presentato un progetto per un altare a bassorilievo dedicato all'Assunta presso la "Mostra di arte sacra" di Venezia.
Nel 1921 espose presso la prima Biennale di Roma la Ninfa Eco e un ritratto di Pietro Badoglio. Il busto monumentale di Vittorio Locchi, esposto alla prima Biennale di Napoli l'anno seguente, venne in seguito collocato nell'atrio del Ministero delle poste.
Viaggiò molto visitando anche l'America Latina.
Si occupò anche di critica d'arte e collaborò alle riviste "Patria degli Italiani" di Buenos Aires e "Rivista di cultura" edita a Roma dall'editore Maglione. Ha anche collaborato a "Gran Mondo". Nel 1923 fondò a Roma la rivista "La Prima".
Si ritirò dalla produzione artistica continuando a svolgere l'attività di maestro di disegno a Vibo Valentia, dove morì il 14 marzo del 1960.

## Opere
- Bronzo dell'economista e politico Alberto De Stefani,
- bronzo del giornalista e politico Maurizio Meraviglia,
- bronzo dello scrittore calabrese Nicola Misasi,
- monumento ai caduti di Rogliano,
- monumento ai caduti di Cosenza,
- monumento ai caduti di Vibo Valentia,
- bassorilievo-lapide in onore dei caduti della prima guerra mondiale a Terranova Sappo Minulio,
- monumento allo scrittore e poeta Luigi Siciliani a Cirò.
- mezzo busto in bronzo all'eroe della Grande Guerra Ten. Domenico SOLA di Amendolara (CS).